# جورج لي (عازف بيانو)
جورج لي (بالإنجليزية: George Li)‏ هو عازف بيانو أمريكي، ولد في 24 أغسطس 1995 في بوسطن في الولايات المتحدة.

## وصلات خارجية
- الموقع الرسمي